# Staurastrum micron
Staurastrum micron là một loài Song tinh tảo trong họ Desmidiaceae, thuộc chi Staurastrum.